# Kasina
Kasina (pâli) , signifie globalité. Ce terme décrit en fait une des pratiques de samatha bhavana, le développement de la tranquillité, autrement celle des deux méditations bouddhiques similaire au Raja Yoga. 
Cette pratique consistant à se concentrer, la globalité est d'abord un objet matériel sur lequel le méditant porte toute son attention. 

## Signes
Le premier signe est l'objet qu'aura préparé le méditant avant de méditer. Si toutes les pratiques ne semblent plus avoir lieu de nos jours, certaines globalités au moins sont encore pratiquées. En effet, les textes traditionnels theravadin, comme le Tipitaka ou le Visuddhimagga, mentionnent dix globalités différentes : 
TerreLe méditant rassemble un amas de terre en en fait un cercle. Il contemple ensuite ce cercle.
EauLe méditant remplit un récipient d'eau, ou encore considère un étang, lac, etc.
FeuIl s'agit de préparer un feu et de contempler les flammes.
VentL'originalité de cette globalité et que le méditant n'utilisera pas systématiquement la vue - par exemple en contemplant le mouvement de feuilles d'un arbre - , mais qu'il pourra être attentif à la sensation de toucher induite par le vent.
Bleu jaune rouge et blancQuant aux couleurs, le méditant s'aide d'un cercle coloré.
LumièreIl s'agit de considérer un rayon de lumière, par exemple au travers d'un trou dans un mur.
Espace délimitéLe nom assigné à cette globalité la distingue de l'objet Espace infini caractéristique du premier Arupajhana.Il s'agit simplement d'une ouverture, par exemple dans une peau, le méditant contemplant cet espace.

### Signe appris
L'objet ou la perception décrite ici correspond au tout début de la pratique. Le méditant finira par retenir, se souvenir de cette perception, et être capable de se la remémorer. Ce souvenir sera alors le nouvel objet de la pratique et est nommé signe appris.

### Signe réfléchi
Mais, au fur et à mesure de la pratique, ce souvenir peut évoluer, et le méditant sera sujet à de vives impressions, voire des hallucinations. L'image mentale qui lui servait à se concentrer évolue et on l'appelle alors signe réfléchi, le moment de son apparition étant lui associé au développement de la concentration de proximité.

## Substance
Traditionnellement, de telles méditations sont vues bien sûr comme un travail de concentration, mais également comme la compréhension des éléments pouvant mener à l'obtention de pouvoirs magiques.  